# フランス語圏大賞
フランス語圏大賞（Grand prix de la francophonie）は、「フランス語の維持と顕揚のために極めて優れた貢献を自国でまたは国際的に行ったフランス語使用者の業績」に対して贈られるアカデミー・フランセーズの賞である。

## 概要

### 歴史
アカデミー・フランセーズ設立350年の1985年に、カナダ政府がフランス語圏大賞の設立を決定し、アカデミー・フランセーズにこのための基金を設置するよう要請した。翌85年の2月20日、カナダ政府はアカデミー・フランセーズに40万カナダドルの寄付をし、他の政府や地方自治体、団体、法人、個人にも寄付を呼びかけた。この結果、フランス政府、モナコ公国、モロッコ王国をはじめとし、多くの寄付を受けることになった。

### 審査委員会・日程・賞金
審査は、アカデミー・フランセーズ内に設置されたフランス語圏委員会によって行われる。フランス語圏委員会は12人の委員によって構成される。審査・選定は原則として10月中に行われる。フランス語圏大賞の賞金は当初40万フランであったが、現在は3万ユーロである。受賞者が2人の場合は折半する。大賞のほか、1～3人にメダルが授与される。
日本からは1987年にフランス文学者・比較文学・比較哲学研究者の前田陽一、2016年にフランス文学研究者・中世フランス文献学者の松村剛がそれぞれ大賞を受賞し、1991年に人類学者の川田順造がメダルを受けた。

## 受賞者一覧
| 年   |      | 受賞者                                     | 受賞理由：国、職業・専門（邦訳） |
| 1986 | 大賞 | ジョルジュ・シェアデ                       | レバノン (1910 -1989) 詩人、劇作家。 |
| 1986 | M*   | ジャン＝ポール・カシュラ                   | フランス (1930-1993) 外科医。欧州で最初に心臓移植に成功。 虚血性心疾患の研究に対して。 |
| 1986 | M    | マルシャル・ブラッサ                       | カナダ (1931-) ケベックの医師。ケベックの心臓学の先駆者。 虚血性心疾患の研究に対して。 |
| 1987 | 大賞 | 前田陽一                                   | 日本 (1911-1987) フランス文学者、比較文学・哲学研究者。 パスカルとデカルトに関するフランス語・日本語の著書・論文に対して。 |
| 1987 | M    | アンドレ・フェレ                           | イタリア (1904-1954) 詩人。児童心理を追究した作品に対して。 |
| 1988 | 大賞 | ジャック・ラベマナニャラ                   | マダガスカル (1913-2005) 詩人、劇作家、政治家。 |
| 1988 | M    | ジャック・ルプレット                       | エジプト (1920-2004) フランス大使。 · 国家元首・政府会議におけるフランス語の使用による外交に対して。 |
| 1989 | 大賞 | ユベール・リーヴズ                         | カナダ (1932-) 宇宙物理学者。 邦訳：『地球の授業』(高橋啓訳, 飛鳥新社, 2009) 『宇宙・エントロピー・組織化 ― 宇宙に意味はあるか』(宇田川博訳, 国文社, 1992) ほか。 フランス語で執筆した学術論文に対して。 |
| 1989 | M    | クリスティアン・ヴァランタン               | セネガル 議員。レオポール・セダール・サンゴール内閣官房長官。 国家元首・政府会議におけるフランス語の使用による外交に対して。 |
| 1989 | M    | モーリス・モリオー                         | ベルギー ルーヴァン大学教授。血小板に関する英仏バイリンガルの著書に対して。 |
| 1990 | 大賞 | アルベール・コスリー                       | エジプト (1913-2008) エジプトに生まれ、フランスで活躍した作家。 · 邦訳：『老教授ゴハルの犯罪』(田中良知訳, 水声社, 2008) ほか。 |
| 1990 | M    | ジョゼ・ギリェルミ・メルキオール           | ブラジル (1941-1991) 作家、外交官。ブラジル文学アカデミー会員。 |
| 1990 | M    | アクセル・カーン                           | フランス (1944-) 科学者、遺伝学者。 |
| 1991 | 大賞 | レオン＝ジョセフ・スーネンス               | ベルギー (1904-1996) ローマ・カトリック教会のベルギー人枢機卿。マリーヌ大司教。フランス語で執筆した神学に関する全著書教書に対して。 |
| 1991 | M    | 川田順造                                   | 日本 (1934-) 人類学者。東京外国語大学名誉教授。 フランス語で出版された学際的な研究書に対して。 |
| 1991 | M    | ヌルッディーン・アバ                       | アルジェリア (1921-1996) 詩人。 |
| 1992 | 大賞 | グエン・カク・ビエン                       | ベトナム (1913-1997) 歴史学者、文芸評論家、哲学者。 · フランス古典作品のベトナム語訳、ベトナム古典作品のフランス語訳に対して。 |
| 1992 | M    | スティグ・ストレムホルム                   | スウェーデン (1931-) ウプサラ大学学長。 |
| 1992 | M    | モーリス・メトラル                         | スイス (1929-2001) 作家。アカデミー・フランセーズのナルシス・ミショー賞、ブロケット・ゴナン賞受賞（いずれの賞も廃止）。 |
| 1993 | 大賞 | アンリ・ロペス                             | コンゴ共和国 (1937-) 作家、政治家。 国際連合教育科学文化機関（ユネスコ）文化事務局次長。 |
| 1993 | M    | アブデラティフ・ララーキ                   | モロッコ モロッコ王国国家青年・未来評議会会長。 |
| 1993 | M    | ハビブ・エル・マルキ                       | モロッコ 衆議院議長。モロッコ王国国家青年・未来評議会会長。 |
| 1993 | M    | マヌエラ・カルネイロ・ダ・クーニャ         | ブラジル (1943-) サンパウロ大学人類学教授。 |
| 1994 | 大賞 | ムハンマド・ディブ                         | アルジェリア (1920-2003) 作家。アルジェリア三部作、『アフリカの夏』篠田浩一郎・中島弘二共訳、河出書房新社、1989年。 |
| 1994 | M    | サリウー・トゥーレ                         | コートジボワール (1973-) 数学者。グラン・バッサン国際大学学長。 |
| 1994 | M    | リリアーヌ・リネール                       | ギリシャアリアンス・フランセーズ・チューリッヒ代表。 |
| 1994 | M    | ウラ・ケルヴィング                         | イギリスオックスフォード大学ヴォルテール財団代表。 |
| 1995 | 大賞 | サラ・ステティエ                           | レバノン (1929-) 作家、詩人。 詩集『とても純粋なもののもう片側が燃える』でアカデミー・フランセーズのマイーズ・プロカン＝コーナン賞。 |
| 1995 | M    | ストーエル・ゴーディング                   | アメリカ合衆国 マサチューセッツ大学フランス文学教授。 フランス文化への貢献に対して。 |
| 1995 | M    | ジャック・カーン                           | フランス (1927-) 医師。パリ第7大学教授。 フランス語による、フランスと中国における医学研究の連携・発展において果たした役割に対して。 |
| 1996 | 大賞 | アブドゥ・ディウフ                         | セネガル (1935-) 政治家（首相、大統領）。 |
| 1996 | M    | アドナン・ズメルリ                         | チュニジア チュニス大学理学部元学長・名誉教授。 |
| 1996 | M    | フランス芸術振興協会                       | フランス 国際文化交流と文化開発支援を目的として、 公演、展示、文化エンジニアリングの処分野において事業を実施する公的機関。 フランス語圏における活動に対して。 |
| 1997 | 大賞 | アブデラティフ・ベルビシュ                 | モロッコ (1945-2015) 医師。 ムハンマド5世大学スイシ校医学部長、モロッコ王国アカデミー終身事務局長。 |
| 1997 | M    | アンドレ・ブランクール                     | フランス (1920-2016) 作家、ジャーナリスト。 アカデミー・フランセーズ文学大賞、評論家賞、ジョルジュ・デュポー賞、アンリ・デュマレスト賞受賞。 |
| 1998 | 大賞 | ジャン・スタロバンスキー                   | スイス (1920-2019) 哲学者、批評家。 邦訳：『ソシュールのアナグラム ― 語の下に潜む語』(金澤忠信訳, 水声社, 2006) 『オペラ、魅惑する女たち』(千葉文夫訳, みすず書房, 2006) 『作用と反作用 ― ある概念の生涯と冒険』(井田尚訳, 法政大学出版局, 2004) ほか多数。 |
| 1998 | M    | エドゥアルド・ヴィヴェイロス・デ・カストロ | ブラジル (1951-) 人類学者。リオデジャネイロ連邦大学人類学教授。 |
| 1998 | M    | ユスフ・ヴィリオニ                         | アルバニア (1916-2001) 翻訳家。 国際連合教育科学文化機関（ユネスコ）アルバニア大使、イスマイル・カダレ作品の翻訳者。 |
| 1999 | 大賞 | グナー・フォン・プロシュヴィッツ           | スウェーデン (1922-2005) 作家、評論家、フランス文学（ボーマルシェ、ヴォルテール）研究者。ウプサラ大学フランス語・フランス文学教授。 |
| 1999 | M    | アシア・ジェバール                         | アルジェリア (1936-2015) 作家。 邦訳：『愛、ファンタジア』(石川清子訳, みすず書房, 2011) 等。アカデミー・フランセーズ会員、レジオンドヌール勲章、芸術文化勲章。 |
| 2000 | 大賞 | ジョヴァンニ・マッキア                     | イタリア (1912-2001) 作家、文芸評論家、モリエール、ボードレール、プルースト研究者。 |
| 2000 | M    | アンドレイ・マキーヌ                       | ソビエト連邦 フランス (1957-) ソビエト連邦に生まれ、フランスで活躍する作家。アカデミー・フランセーズ会員。 邦訳：『フランスの遺言書』(星埜守之訳, 水声社, 2000) 『たった一つの父の宝物 ― あるロシア父娘の物語』(白井成雄訳, 作品社, 2002) 『ある人生の音楽』(星埜守之訳, 水声社, 2003) ほか。 |
| 2001 | M    | フランソワ・チェン                         | 中華人民共和国 フランス (1929-) 中国生まれ、フランスに帰化した作家、詩人、書家、評論家。アカデミー・フランセーズ会員。 邦訳：『ティエンイの物語』(辻由美訳, みすず書房, 2011) 『魂について ― ある女性への七つの手紙』(内山憲一訳, 水声社, 2018) 『死と生についての五つの瞑想』(内山憲一訳, 水声社, 2018) 『さまよう魂がめぐりあうとき』(辻由美訳, みすず書房, 2013) ほか。 |
| 2001 | M    | フランソワ・リカール                       | カナダ (1947-) ケベックの随筆家。マギル大学（モントリオール）教授。 |
| 2002 | 大賞 | ブロニスワフ・ゲレメク                     | ポーランド (1932-2008) 歴史学者・政治家。 邦訳：『憐れみと縛り首 ― ヨーロッパ史のなかの貧民』(早坂真理訳, 平凡社, 1993) ほか。 |
| 2002 | M    | 蔡華                                       | 中華人民共和国 北京大学社会人類学教授。 |
| 2002 | M    | ライサ・テレコヴァ                         | ロシア ノヴォシビルスク大学助教授。 |
| 2003 | 大賞 | エドゥアール・J・モーニック                | モーリシャス (1931-) 詩人、ジャーナリスト。 |
| 2003 | M    | ガッサン・サラメ                           | レバノン (1951-2017) 政治家、政治学者、文部大臣。 |
| 2003 | M    | レ・タン・コイ                             | ベトナム (1923-) 教育学者。ソルボンヌ大学比較教育学名誉教授。 · 邦訳：『比較教育学 ― グローバルな視座を求めて』(前平泰志ほか訳, 行路社, 1991) ほか。 |
| 2004 | 大賞 | アルベール・メンミ                         | チュニジア フランス (1920-) フランス語マグレブ文学の作家。 『差別の構造 ― 性、人種、身分、階級』(白井成雄, 菊地昌実訳, 合同出版, 1971） 『塩の柱 ― あるユダヤ人の青春』(前田総助訳, 草思社, 1978） 『あるユダヤ人の肖像』(白井成雄, 菊地昌実訳, 法政大学出版局, 1980） 『イスラエルの神話 ― ユダヤ人問題に出口はあるか』(菊地昌実訳, 新評論社, 1983） 『人種差別』(白井成雄, 菊地昌実訳, 法政大学出版局, 1996） 『脱植民地国家の現在 ― ムスリム・アラブ圏を中心に』(白井成雄, 菊地昌実訳, 法政大学出版局, 2007) ほか。 |
| 2004 | M    | アンリ・キュニー                           | フランス (1948-) 作家、在アルメニア共和国フランス大使。 |
| 2005 | 大賞 | ジェーン・コンロイ                         | アイルランド 作家。アイルランド国立大学ゴールウェイ校教授。 フランス語で書かれた全作品に対して。 |
| 2005 | M    | エリアス・サンバー                         | パレスチナ (1947-) 歴史学者、詩人、随筆家、映画作家。 邦訳：『パレスチナ — 動乱の100年』(福田ゆき、後藤淳一、飯塚正人訳, 創元社, 2002) ほか。フランス語で書かれた全作品に対して。 |
| 2006 | 大賞 | ローラン・モルティエ                       | ベルギー (1920-2015) ロマンス語学研究者。ブリュッセル自由大学教授名誉教授。 |
| 2006 | M    | アルベルト・アルバシーノ                   | イタリア (1930-) 小説家、随筆家、評論家。 |
| 2007 | 大賞 | エリー・バルナヴィ                         | イスラエル (1946-) 歴史学者、随筆家。テルアビブ大学教授（近代西洋史）。 |
| 2007 | M    | ナハル・タジャドッド                       | イラン (1960-) フランス語で執筆するイランの作家。 |
| 2008 | 大賞 | Lide Tan                                   | 中華人民共和国 中仏翻訳家。中国社会科学院研究者。翻訳家としての功績に対して。 |
| 2008 | M    | ディミトリ・T・アナリス                    | ギリシャ (1938-2012) 作家、外交官。 |
| 2009 | 大賞 | トーマス・W・ゲートゲンス                  | ドイツ (1940-) 美術史家。ドイツ美術史研究センター初代所長。ゲティ学術研究所（ロサンゼルス）所長。 |
| 2009 | M    | ナディア・ベンジェルーン                   | モロッコ フランス モロッコ系フランス人ジャーナリスト。「フェズの出会い」主宰。 |
| 2010 | 大賞 | ジャン・メテリュス                         | ハイチ (1937-2014) 詩人、小説家。 |
| 2010 | M    | ジャン＝クロード・コルベイユ               | カナダ (1932-) ケベックの言語学者。 ケベック州フランス語局元局長。 |
| 2011 | 大賞 | アブデラティフ・ラアビ                     | モロッコ (1942-) 詩人、作家、随筆家。 |
| 2011 | M    | Daryush Shayegan                           | イラン (1935-2018) 哲学者、小説家、インド学者。 |
| 2012 | 大賞 | Daryush Shayegan                           | 同上。 |
| 2012 | M    | ミシェル・ラコトソン                       | マダガスカル (1948-) 作家、ジャーナリスト。マダガスカル語とフランス語で執筆。 |
| 2013 | 大賞 | ブアレム・サンサル                         | アルジェリア (1949-) フランス語で執筆するアルジェリアの小説家・随筆家。 邦訳：アカデミー・フランセーズ小説大賞受賞作『2084 世界の終わり』(中村佳子訳, 河出書房新社, 2017) ほか。 |
| 2013 | M    | 董强                                       | 中華人民共和国 (1967-) フランス語・フランス文学研究者。北京大学教授。中仏翻訳家。 |
| 2014 | 大賞 | ジョルジュ・バニュ                         | ルーマニア (1943-) 演劇評論家。パリ第3大学教授。 |
| 2014 | M    | フアド・ラルーイ                           | モロッコ オランダ (1958-) モロッコ生まれ、オランダ帰化（アムステルダム在住）、フランス語で執筆する作家。 |
| 2015 | 大賞 | アミナタ・ソウ・ファル                     | セネガル (1941-) 文学者（特に小説）。フランス語アフリカ文学を代表する作家。 |
| 2015 | M    | ガブリエル・ガラン                         | フランス (1929-) 俳優、映画監督、舞台監督。 |
| 2016 | 大賞 | 松村剛                                     | 日本 (1960-) 文学研究者。中世フランス文献学専門。 2015年、中世フランス語を現代フランス語で説明した辞書『中世フランス語辞典』をフランスの出版社から刊行。 |
| 2016 | M    | ストロマエ                                 | ベルギー (1985-) シンガーソングライター。 |
| 2017 | 大賞 | チエルノ・モネネムボ                       | ギニア 小説家、生化学者。 邦訳：ルノードー賞受賞作『カヘルの王』(石上健二訳, 現代企画室, 2013)、 『プル族』(石上健二訳, 現代企画室, 2014) 等。 |
| 2017 | M    | フランソワ・ブースタニ                     | フランス 医師。心臓学専門。 |
| 2018 | 大賞 | ミシェル・トランブレ                       | カナダ (1942-) ケベックの劇作家、小説家。 |
| 2018 | M    | カメル・ダウド                             | アルジェリア (1970-) フランス語で執筆するアルジェリアの作家・ジャーナリスト。 |
| 2019 | 大賞 | Abdeljalil Lahjomri                        | モロッコ 王立ラバト大学学長、モロッコ王国アカデミー終身事務局長。 |
| 2019 | 大賞 | ペトル・クラール                           | チェコ (1941-) 作家。1968年のプラハの春でパリに亡命。2006年帰国。 · 邦訳：『プラハ』(阿部賢一訳, 成文社, 2006) |
| 2019 | M    | ジャン・プリュヴォ                         | フランス (1949-) 辞書編纂者。教育功労章。芸術文化勲章。 |

* M：メダル